# Snakebite
Albums de Whitesnake
Trouble
(1978)
Snakebite est le premier EP du groupe britannique Whitesnake sorti en 1978.

## Liste des titres
Toutes les chansons sont écrites et composées par David Coverdale et Micky Moody sauf indication.
| 1.    | Come On                                | Coverdale, Marsden                               | 3:33 |
| 2.    | Bloody Mary                            | Coverdale                                        | 3:20 |
| 3.    | Ain't No Love in the Heart of the City | Price, Walsh                                     | 5:13 |
| 4.    | Steal Away                             | Coverdale, Moody, Marsden, Murray, Solley, Dowle | 4:20 |
| 5.    | Keep on Giving Me Love                 |                                                  | 5:18 |
| 6.    | Queen of Hearts                        |                                                  | 5:17 |
| 7.    | Only my Soul                           | Coverdale                                        | 4:36 |
| 8.    | Breakdown                              |                                                  | 5:14 |
| 36:51 |                                        |                                                  |      |

- Pistes 1-4 sont issues du vinyle original, enregistré le 07-13 avril 1978 aux Central Recorders, Londres.
- Pistes 5-8 sont issues de l'album Northwinds, enregistré le 10-19 avril 1977 aux studios AIR à Londres.

## Composition du groupe

### Pistes 1 à 4
- David Coverdale: Chants
- David Dowle: Batterie
- Neil Murray: Basse
- Micky Moody: Guitare
- Bernie Marsden: Guitare

### Pistes 5 à 8
- David Coverdale: Chants
- Tim Hinkley: Piano
- Alan Spenner: Basse
- Tony Newman: Batterie
- Lee Brilleaux: Harmonica
- Roger Glover: synthétiseur (ARP 2600), Piano électrique, Cencerro
- Graham Preskett: Violon